# Molinos de viento de Villa Alemana
Los molinos de viento de Villa Alemana son estructuras de entre 15 y 20 metros de alto, ubicadas en la ciudad de Villa Alemana, Región de Valparaíso, Chile. Estas construcciones, que consisten en una torreta con una rueda de aspas que gira con el viento para bombear agua desde el fondo de un pozo, fueron fundamentales para proveer agua a las antiguas casas quintas de la localidad.

## Historia
Los primeros molinos fueron importados desde Estados Unidos durante la construcción del Ferrocarril de Valparaíso a Santiago. Este proceso fue facilitado por el puerto de Valparaíso, uno de los centros de distribución más importantes de la época. Las casas comerciales extranjeras que operaban en la ciudad, como Williamson-Balfour Company y W.R. Grace and Company, se encargaron de distribuir los molinos que llegaban desde Norteamérica. Los molinos de viento eran trasladados por barco y luego distribuidos a través del ferrocarril, siendo fundamentales para el desarrollo de Villa Alemana, dado que el servicio de agua potable no llegó a la ciudad hasta 1938.
La proliferación de estos molinos comenzó cuando Buenaventura Juglar parceló la viña Miraflores, permitiendo que vecinos de Valparaíso adquirieran terrenos, lo que dio origen a Villa Alemana. Entre finales del siglo xix y mediados del siglo xx, llegaron a existir cerca de 300 molinos, lo que le otorgó a Villa Alemana el sobrenombre de «la ciudad de los molinos». Para 1990 quedaban 120 en pie, y en 2016 sobrevivían 80 de estas estructuras.

## Importancia cultural
Los molinos de viento son parte de la identidad de Villa Alemana, tanto que han sido incluidos en el escudo de la ciudad junto a otros elementos fundacionales de la comuna. Actualmente, el municipio sigue trabajando en la preservación de este patrimonio. En 2016, el alcalde José Sabat inició un proceso para que los molinos fueran declarados monumento nacional. En 2018, se presentó al Consejo de Monumentos Nacionales un expediente técnico para tal efecto.

## Modelos de molinos en Villa Alemana
Hoy en día, en Villa Alemana existen 80 molinos de viento identificados, pertenecientes a 7 compañías emblemáticas:
- Challenge Company: 29 molinos (modelos Steel, Modelo 24 y X-Ray).
- Aermotor Company: 16 molinos (modelos 602 y Pumping Aermotor).
- Fairbanks, Morse and Company: 13 molinos (modelo Fairbanks-Morse).
- Flint and Walling Manufacturing Company: 9 molinos (modelos Star 12 y Star 7).
- Elgin Windmill Company: 6 molinos (modelo Wonder B).
- R.G. Marcy Company: 1 molino (modelo Red Cross).
- Heller Aller Company: 1 molino (modelo Baken Oper Gear).

De los 80 molinos, 5 aún no han sido identificados.

## Restauración y preservación
En el 2016 el alcalde de la Ilustre Municipalidad de Villa Alemana, José Sabat inició un proceso para que los molinos de vientos fueran declarados monumento nacional, y el 2018 el municipio presentó al Consejo de Monumentos Nacionales un expediente técnico para tal efecto.